# Linguère (Sénégal)
Pour les articles homonymes, voir Linguère.
Linguère est une ville du Sénégal située à 305 km au nord-est de Dakar. C'est la plus grande ville d'une zone semi-désertique, le Ferlo.

## Histoire
La ville de Linguère tire son nom de la dénomination « linguère » qui est le titre que portait la première dame dans certains royaumes wolofs qui se situaient dans l'actuel Sénégal. Ce mot signifie « princesse ». La linguère était soit la sœur du roi, soit sa mère, soit sa première épouse lorsque celui-ci est polygame.
Pour la ville de Linguère, le toponyme viendrait de la reine-linguère Boury Djilène Ndao, la fondatrice de la ville probablement au XVIe siècle.
L'histoire de la ville est liée à celle du Djolof.

## Administration
La commune est le chef-lieu du département de Linguère, dans la région de Louga.

## Géographie
Dakar, la capitale, se trouve à 305 km.
C'est une ville-étape lorsqu'on se rend de Dakar à Matam par la route nationale N3.
Les localités les plus proches de Linguère sont N'Guithe, Balel Sala, Ndia Bondiel, Ardo Mademba, Mbadiene et Diori. 

### Physique géologique
Le climat est de type sahélien (chaud et sec), l'harmattan qui y souffle huit mois par an contribue à la désertification de la région.

### Population
La population est principalement d'origine wolof et peule, on y trouve en outre quelques groupes maures.
Lors des recensements de 1988 et 2002, la population s'élevait respectivement à 9 824 et 11 667 habitants.
En 2007, selon les estimations officielles, Linguère compterait 13 610 personnes.

### Activités économiques
On y produit de l'arachide, du mil, du niébé (Vigna unguiculata).
La ville possède un aérodrome, actuellement fermé au public.

## Personnalités nées à Linguère
- Aly Saleh, homme politique, ancien député, ancien maire de Dahra Djolof, ancien sénateur
- Ndeye Fatou Guissé, député à l'Assemblée nationale, 13ème législature 2017
- Daouda Sow, médecin, homme politique, ancien ministre, ancien président de l'assemblée nationale du Sénégal
- Magatte Lô, homme politique, ancien député ancien ministre, ancien président du conseil économique et social, premier maire de la ville de Linguère
- Djibo Leyti Kâ, homme politique, ancien ministre, ancien député
- Boucar Boydo Kâ, ancien homme politique.
- Habib Sy, commissaire aux enquêtes économiques, ancien maire, ancien ministre et directeur de cabinet du président Abdoulaye Wade
- Aly Ngouille Ndiaye, ingénieur polytechnicien, ancien ministre
- Samba Ndiobène Ka, ingénieur agronome, directeur national DMER, directeur général de la SAED, ministre de l’Élevage, ministre du Développement communautaire
- Aly Saleh Diop, économiste, ministre.
- Alioune Lecor, géographe spécialiste du développement territorial, directeur DEEP au MFFE, directeur DDSC au MFFE, directeur du développement communautaire au MDCEST
- Modiéne Guissé, ancien directeur de l'agence BCEAO de Dakar
- Samba Mangane, journaliste, ancien reporter sportif à la RTS, notamment la lutte et le football, fonctionnaire au ministère des affaires étrangères, diplomate depuis 2005.
- Abdoulaye Niang, premier inspecteur de l'enseignement du Sénégal, ancien député à l'Assemblée nationale
- Ndeye Fatma Niang, enseignante, ancienne députée à l'assemblée nationale
- Coumba Diouf Niang, ancien général de l'armée, ancien ambassadeur
- El Hadj Socé Ndiaye, grand érudit
- Mbayang Leyti Ndiaye, enseignante, ancienne députée à l'assemblée nationale, ancienne Maire de Linguere
- Leyti Ndiaye, enseignant, ancien maire de Linguère
- Ibra Ndiatté Ndiaye, topographe, ancien maire de Linguère
- Mbaba Guissé, ancien inspecteur de l'enseignement, homme politique, ancien député
- Daouda Niang, ancien général de l'armée, directeur de la gendarmerie et de la justice militaire
- Pape Omar Seck, ingénieur agronome, ancien conseiller technique puis conseiller spécial du président Abdoulaye Wade.
- Abdoulaye Fall, ancien chef d'état major de la gendarmerie, ancien ambassadeur.
- Aly Dioum, Journaliste, premier directeur de publication du quotidien Le Soleil, premier ambassadeur du Sénégal en Chine, ambassadeur du Sénégal au Maroc et en Guinée, ancien député du parti A.F.P. de Moustapha Niass
- Papa Alioune Ndiaye, footballeur international, a participé à la coupe du monde 2018.

## Jumelage
- Pont-Sainte-Maxence ( France)
- Farra di Soligo ( Italie)